# Hadj Mohamed Benalla
Pour les articles homonymes, voir Benalla.
Hadj Mohamed Benalla, né le 24 février 1923 et mort le 2 mai 2009, est un homme d'État algérien, président de l'Assemblée nationale constituante de 1963 à 1964 puis président de l'Assemblée nationale de 1964 à 1965.

## Biographie

### Premiers engagements
Il est né le 24 février 1923 à Ouadane (Oran) dans une famille très modeste. Il a fait ses études primaires à Tiaret. Il commence à travailler à l'âge de 14 ans et travaille dans une usine de pâtisserie, puis comme coursier, puis comme mécanicien, puis comme greffier.
Lors de la Seconde Guerre mondiale, il rejoint l'armée française comme sous-officier après l'opération Torch.
Il rejoint le Parti du peuple algérien (PPA) en 1937 puis l'Organisation spéciale (OS) en 1948. Avec d'autres, il tente sans succès de faire évader Ouali Bennaï, un des dirigeants de l'OS, dans le Djurdjura. L'OS est dissoute en 1950 et il est emprisonné pendant trois ans.

### Guerre d'Algérie
Le 23 mars 1954, il rejoint le Comité révolutionnaire d'unité et d'action. Il aide l'organisation à se fournir en armes. En novembre 1954, il prend le maquis avec l'Armée de libération nationale au sein de la Wilaya V, dirigée par Larbi Ben M'hidi, dont il est l'adjoint à partir de 1955. Il porte le nom de guerre Si Bouzid.
Arrêté le 16 novembre 1956 et emprisonné en France, il est jugé par le tribunal militaire à Oran et est condamné à mort, puis à la prison à vie en 1957, gracié partiellement en 1958, puis libéré en 1960. Promu commandant en 1961, il siège au Conseil national de la révolution algérienne en 1962. Désigné membre du bureau politique du FLN, il occupe le poste de responsable le 9 mai 1963.

### Président de l'Assemblée nationale constituante
Comme premier vice-président, il assure l'intérim de la présidence de l'Assemblée nationale constituante, après la démission de Ferhat Abbas le 16 août 1963, jusqu'à son élection à la tête de l'Assemblée le 1er octobre,.

### Président de l'Assemblée nationale
Après les élections législatives algériennes de 1964, il est élu président de l'Assemblée nationale le 7 octobre 1964.
Après le coup d'État de 1965 en Algérie — auquel il s'oppose —, il est emprisonné et torturé par la Sécurité militaire, puis placé en résidence surveillée à Biskra jusqu'en 1978.

### Mort
Il meurt le 2 mai 2009 à l'hôpital militaire de Aïn Naâdja des suites de problèmes respiratoires. Il est inhumé au cimetière d'El Alia.